# Gioia Gerber
Gioia Gerber (* 9. Mai 1992; Künstlername Gioia) ist eine Schweizer Sängerin aus Oberwil im Kanton Basel-Landschaft, die durch die vierte Staffel von MusicStar im Schweizer Fernsehen bekannt wurde.

## Leben
Ihren musikalischen Anfang machte Gerber im Alter von sechs Jahren, als sie Klavier zu spielen begann. 
Einem breiteren Publikum wurde sie 2009 als jüngste Teilnehmerin der vierten Staffel der Castingshow MusicStar bekannt. Dort schied sie nach der vierten von neun Sendungen vorzeitig aus, erhielt jedoch einen Plattenvertrag bei Universal. In Zusammenarbeit mit Adrian Sieber, der die Songs geschrieben und produziert hat, entstand ihr Ende Mai 2010 veröffentlichtes Debütalbum «Lady Sunrain». Die vorab ausgekoppelte Single «Mr. Satellite» erreichte die Schweizer Hitparade.